# Бекила

Государство вестготов в 586—711 годах

Бекила (лат. Becila; VI век) — епископ Луго в конце VI века.

## Биография
В 585 году королевство свевов, на территории которого находилась епархия Луго, было захвачено вестготами. Новый правитель этих земель, король Леовигильд, был ярым исповедником арианства, в то время как свевы с 561 года были приверженцами ортодоксального христианства. Желая укрепить свою власть над завоёванными территориями, вестготский монарх начал преследования ортодоксов. Среди пострадавших был и епископ Нитигисий, лишённый кафедры и отправленный в ссылку. Вместо него новым главой епархии с центром в городе Луго был поставлен арианин Бекила.
О происхождении Бекила в средневековых исторических источниках сведений не сохранилось. На основании ономастических данных предполагается, что он был вестготом. О том, за какие заслуги перед Леовигильдом он получил епископский сан, также не известно.
Король Леовигильд скончался уже в 586 году. Новый же правитель Вестготского королевства, Реккаред I, был тайным сторонником ортодоксии. В 589 году на Третьем Толедском соборе тот торжественно отрёкся от арианства и объявил себя открытым исповедником ортодоксального христианства. Этот шаг получил поддержку большей части духовенства его королевства. Участвовавшие в этом синоде епископы-ариане были вынуждены отказаться от своих арианских пристрастий и принести покаяние. Бекила, епископ Туя Гардинг, епископ Порту Аргиовит и епископ Визеу Суннила отреклись от арианских убеждений, поклялись, что являются исповедниками Никейского Символа веры, и были прощены.
О дальнейшей судьбе Бекилы достоверных сведений не сохранилось. Точно не известно, удержал ли он за собой епископскую кафедру. В разных источниках главой епархии Луго после Третьего Толедского собора называется или Бекила, или возвратившийся из ссылки Нитигисий. Возможно, что какое-то время в Луго, также как и в некоторых других епархиях бывшего Свевского королевства, было два епископа. Предполагается, что и Бекила, и Нитигисий скончались вскоре после 589 года.
Кто был следующим епископом Луго также точно не установлено. В списках глав епархии таким иерархом назван Васконий, деятельность которого датируется второй третью VII века.